# 양천구의 행정 구역
양천구의 행정 구역은 목동, 신정동, 신월동 3개의 법정동을 18개의 행정동으로 나누어 관리를 한다. 양천구의 면적은 17.41 km2이며, 인구는 2012년 6월 1일을 기준으로 182,146 세대, 498,506명이다.

## 행정 구역

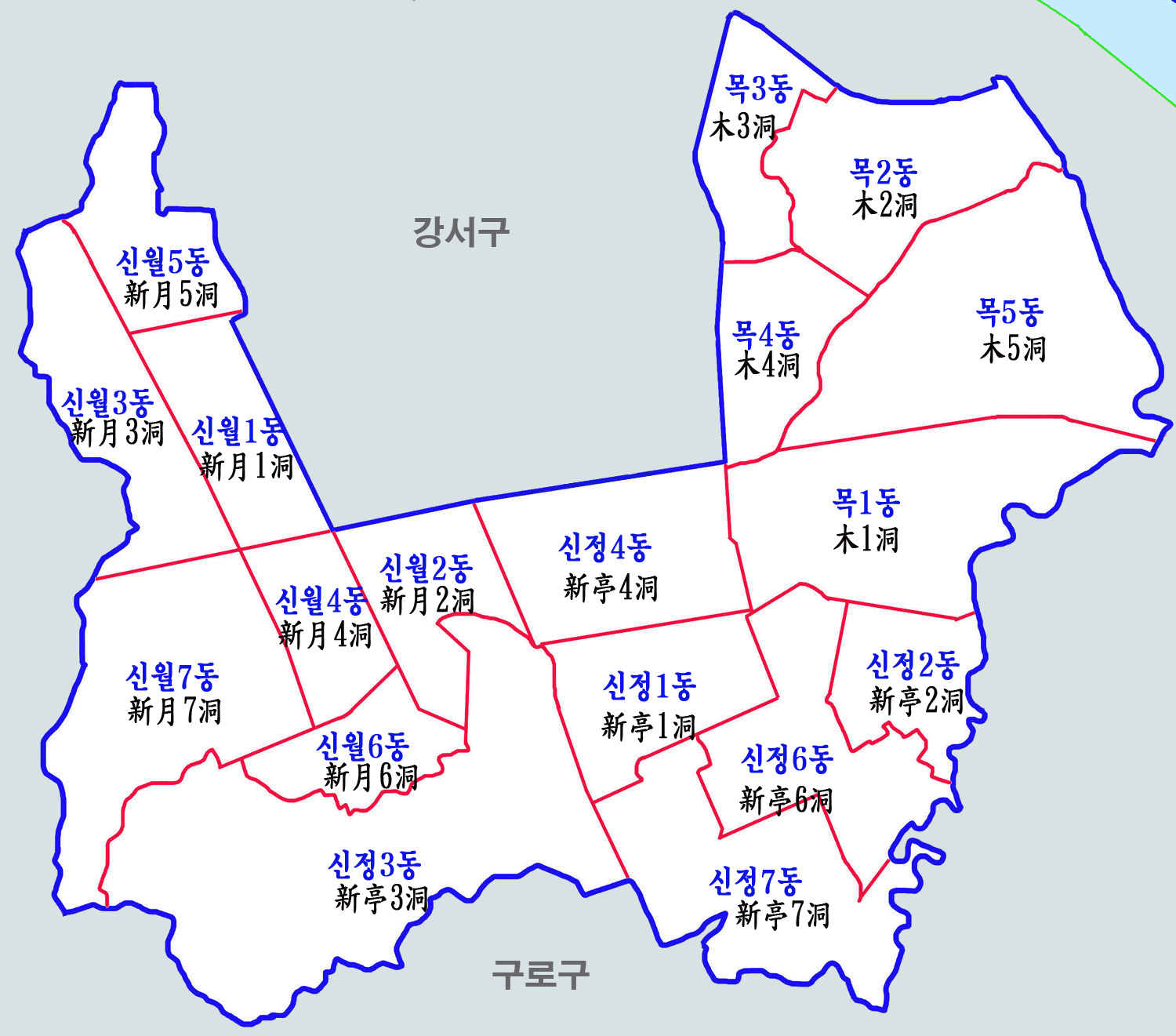
양천구의 행정동 지도

양천구 법정동 지도

영어로 설명된 양천구의 행정 구역

| 행정동  | 법정동 | 한자   | 면적 | 세대   | 인구   |
| ------- | ------ | ------ | ---- | ------ | ------ |
| 목1동   | 목동   | 木洞   | 1.29 | 10,678 | 33,093 |
| 목2동   | 목동   | 木洞   | 1.45 | 12,221 | 31,601 |
| 목3동   | 목동   | 木洞   | 0.54 | 9,206  | 23,239 |
| 목4동   | 목동   | 木洞   | 0.56 | 10,083 | 28,651 |
| 목5동   | 목동   | 木洞   | 1.5  | 14,238 | 45,768 |
| 신월1동 | 신월동 | 新月洞 | 0.62 | 10,458 | 24,788 |
| 신월2동 | 신월동 | 新月洞 | 0.47 | 7,819  | 20,858 |
| 신월3동 | 신월동 | 新月洞 | 1.26 | 8,177  | 18,133 |
| 신월4동 | 신월동 | 新月洞 | 0.42 | 6,738  | 19,103 |
| 신월5동 | 신월동 | 新月洞 | 0.66 | 6,258  | 16,190 |
| 신월6동 | 신월동 | 新月洞 | 0.5  | 5,213  | 13,272 |
| 신월7동 | 신월동 | 新月洞 | 1.21 | 9,564  | 25,354 |
| 신정1동 | 신정동 | 新亭洞 | 0.84 | 6,801  | 20,395 |
| 신정2동 | 신정동 | 新亭洞 | 0.52 | 7,476  | 22,589 |
| 신정3동 | 신정동 | 新亭洞 | 1.8  | 21,056 | 57,631 |
| 신정4동 | 신정동 | 新亭洞 | 0.91 | 15,891 | 37,397 |
| 신정6동 | 신정동 | 新亭洞 | 1.11 | 8,497  | 27,153 |
| 신정7동 | 신정동 | 新亭洞 | 1.74 | 11,772 | 33,291 |

## 역사

### 목동
목동(木洞)은 조선시대까지는 양천군 남산면 월촌리 내목동·외목동이었다. 1914년 김포군 양동면(陽洞面) 목동리(木洞里)에 속하였고, 1963년 서울특별시 영등포구에 편입되면서 염촌동(鹽村洞) 관할이 되었다. 1970년 염창동(鹽倉洞)으로 바뀌었고, 1975년 염창동에서 분리되었다. 1977년 강서구를 거쳐 1988년 양천구 관할이 되었다.

### 신월동
신월동(新月洞)은 조선시대에는 경기도 양천현(陽川縣)에 속하였다. 1914년 신월리(新月里)와 당곡리(堂谷里)의 첫자를 따서 김포군 양동면(陽洞面) 신당리(新堂里)라고 하였다. 1963년 서울특별시 영등포구에 편입되면서 신곡동(新谷洞)이 되었고, 1970년 화곡동에 편입되었다. 1975년 신월동으로 분동하였고, 1977년 강서구를 거쳐 1988년 양천구 관할이 되었다.

### 신정동
신정동(新亭洞)은 조선시대에는 경기도 양천현(陽川縣)에 속했으며, 1914년에 신기리(新機里)와 은행정리(銀杏亭里)를 합하여 김포군 양동면(陽洞面) 신정리(新亭里)라 하였다. 1963년 서울특별시 영등포구에 편입되면서 신정동(新亭洞)이 되었고, 1977년 강서구를 거쳐 1988년 양천구 관할이 되었다.